# Palmatória

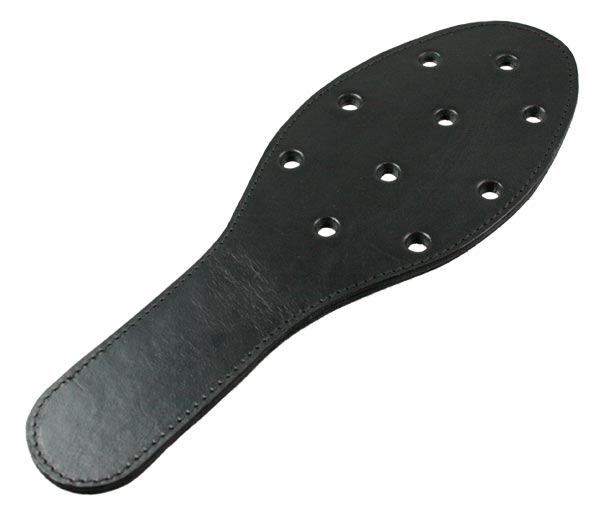
Palmatória de couro

Palmatória ou férula é um instrumento, geralmente de madeira, usado para castigar alguém com golpes na palma da mão. No Brasil, foi usada para bater em alunos para ensiná-los a ter respeito aos professores.